# Genar Andrinua Kortabarria
Genar Andrinua Kortabarria (9 de maig de 1964 a Bilbao) és un exfutbolista basc. La seva demarcació era la de defensa central.
Durant la seva carrera professional va jugar en l'Athletic Club i en el Reial Valladolid. Durant 8 anys va ser el capità de l'Athletic succeint a Goikoetxea; quan es va retirar va passar l'honor a Julen Guerrero.
Entre 1987 i 1990 va ser internacional en 27 ocasions i va marcar dos gols. Va formar part de la selecció espanyola a l'Eurocopa de 1988 i al Mundial de 1990. També va jugar en 3 ocasions per a la selecció basca.

## Palmarès
- 1 Lliga
- 1 Campionat d'Europa sub-21